# FA Charity Shield 1962
Lo FA Charity Shield 1962, noto in italiano anche come Supercoppa d'Inghilterra 1962, è stata la 40ª edizione della Supercoppa d'Inghilterra.
Si è svolto l'11 agosto 1962 al Portman Road di Ipswich tra l'Ipswich Town, vincitore della First Division 1961-1962, e il Tottenham, vincitore della FA Cup 1961-1962.
A conquistare il titolo è stato il Tottenham che ha vinto per 5-1 con reti di Jimmy Greaves (doppietta), Bobby Smith, John White e Terry Medwin.

## Partecipanti
| Squadre      | Qualificazione                           | Partecipazioni precedenti (il grassetto indica la vittoria) |
| ------------ | ---------------------------------------- | ----------------------------------------------------------- |
| Ipswich Town | Vincitore della First Division 1961-1962 | Nessuna                                                     |
| Tottenham    | Vincitore della FA Cup 1961-1962         | 4 (1920, 1921, 1951, 1961)                                  |

## Tabellino
| Arbitro: | Ken Dagnall |

|                |           |                                                |
| Stephenson 84’ | Marcatori | 37’ 58’ Greaves 42’ Smith 81’ White 87’ Medwin |

### Formazioni
| Ipswich Town: |    |                  |
|               |    |                  |
| P             | 1  | Roy Bailey       |
| D             | 2  | Larry Carberry   |
| D             | 5  | Andy Nelson      |
| D             | 3  | John Compton     |
| C             | 4  | Billy Baxter     |
| C             | 6  | John Elsworthy   |
| C             | 7  | Roy Stephenson   |
| C             | 8  | Doug Moran       |
| C             | 11 | Jimmy Leadbetter |
| A             | 9  | Ray Crawford     |
| A             | 10 | Ted Phillips     |
| Allenatore:   |    |                  |
| Alf Ramsey    |    |                  |

| Tottenham:     |    |                    |
|                |    |                    |
| P              | 1  | Bill Brown         |
| D              | 2  | Peter Baker        |
| D              | 5  | Maurice Norman     |
| D              | 3  | Ron Henry          |
| C              | 4  | Danny Blanchflower |
| C              | 6  | Dave Mackay        |
| C              | 7  | Terry Medwin       |
| C              | 8  | John White         |
| C              | 11 | Cliff Jones        |
| A              | 9  | Bobby Smith        |
| A              | 10 | Jimmy Greaves      |
| Allenatore:    |    |                    |
| Bill Nicholson |    |                    |